# Гурін Василь Данилович
 Васи́ль Дани́лович Гу́рін (6 березня 1928, Морозівка, теперішньої Київської області — 6 травня 2000, Харків) — російський актор в Україні, Народний артист УРСР (1982).

## Життєпис
1952 року закінчив Київський інститут театрального мистецтва. Працював у Луганську — в 1950-х роках, тоді ж там працював Михайло Іоффе, Микола Заїка, Геннадій Кадиков, Олександр Коженовський.
Також працював в Одесі та Дніпропетровську.
З 1971 року — у Харківському російському драматичному театрі ім. О. С. Пушкіна.
Після виходу на пенсію помер в забутті.